# Giengen an der Brenz

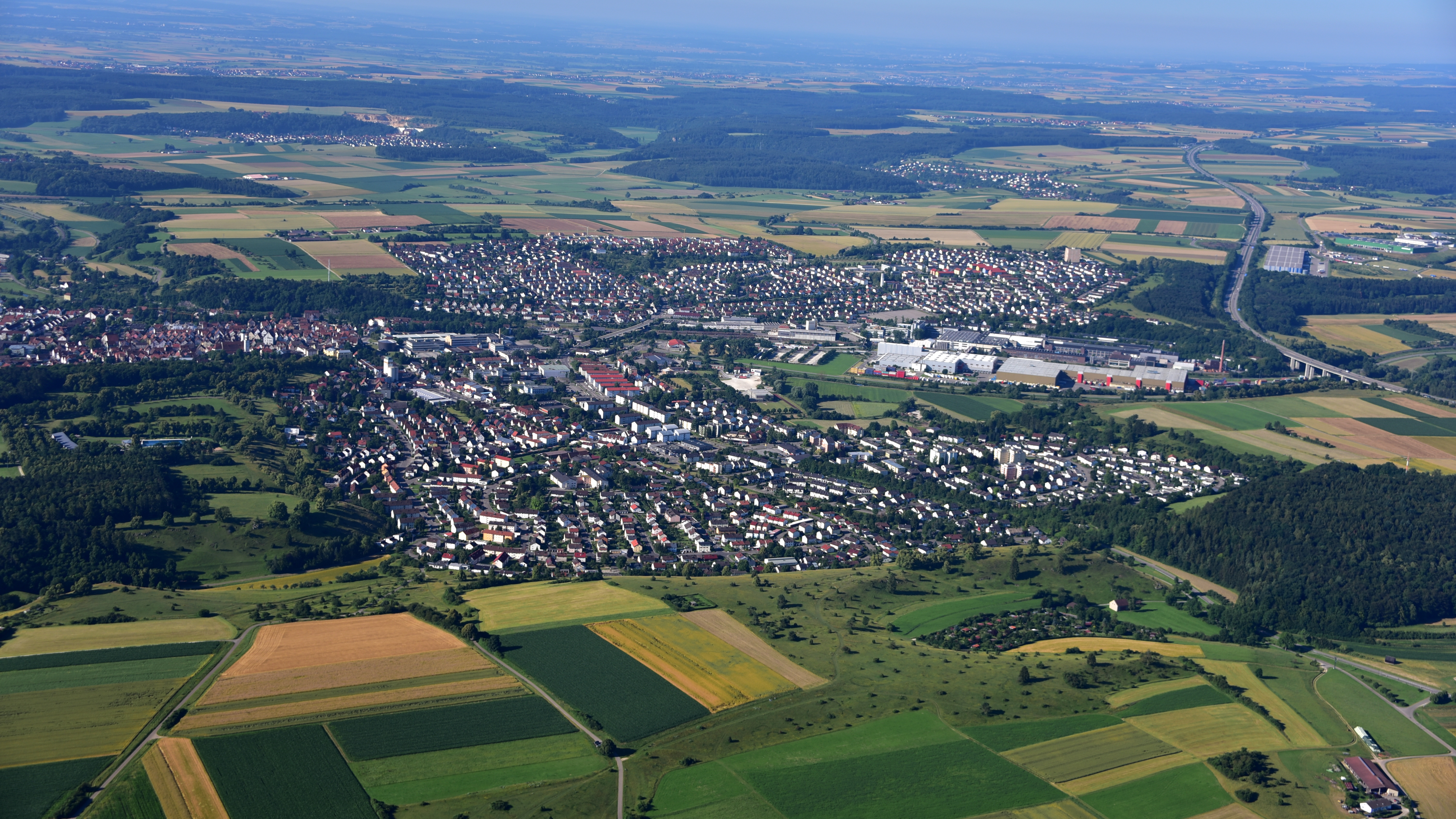
Giengen an der Brenz, Luftaufnahme (2016)

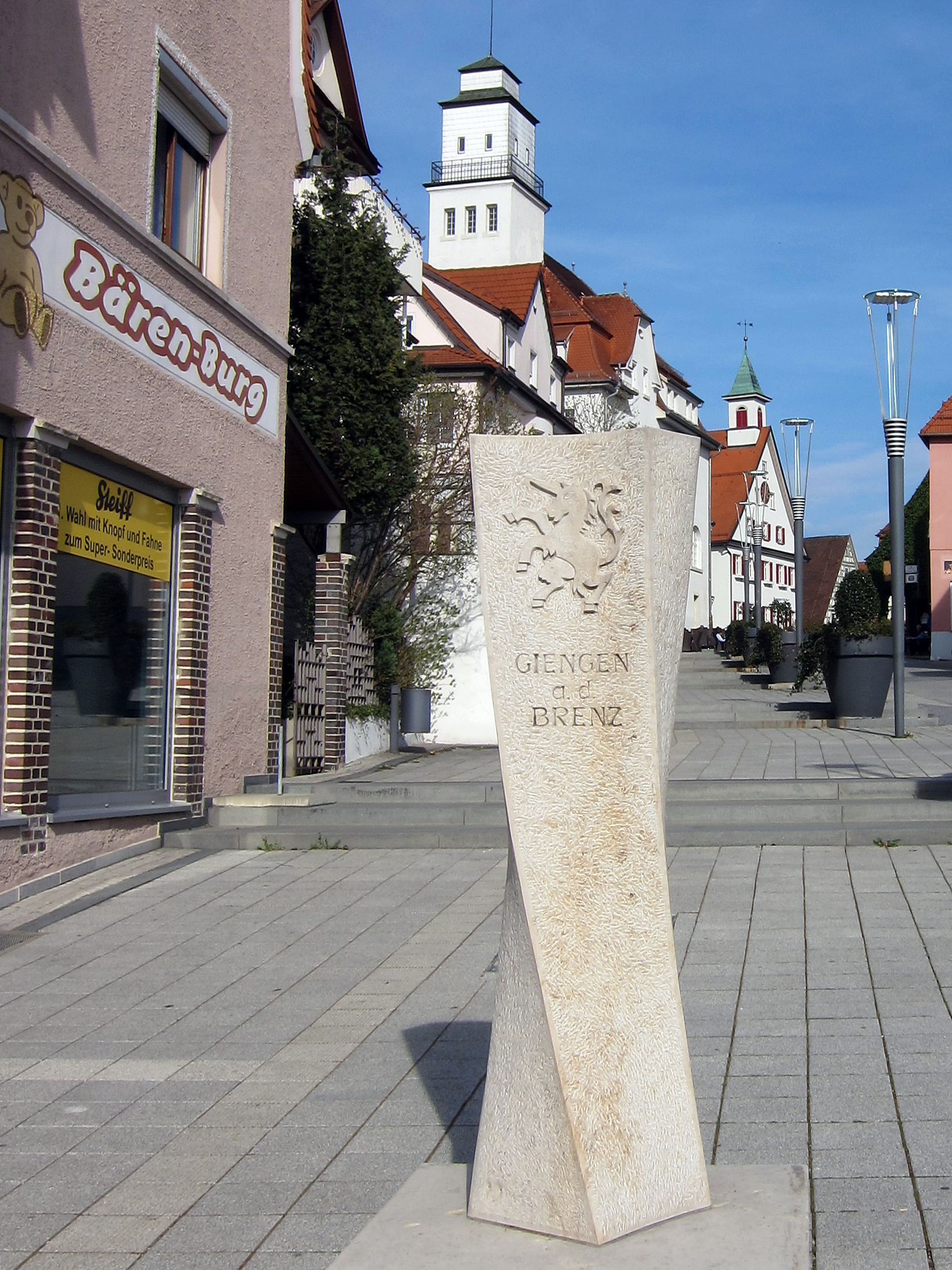
Marktstraße

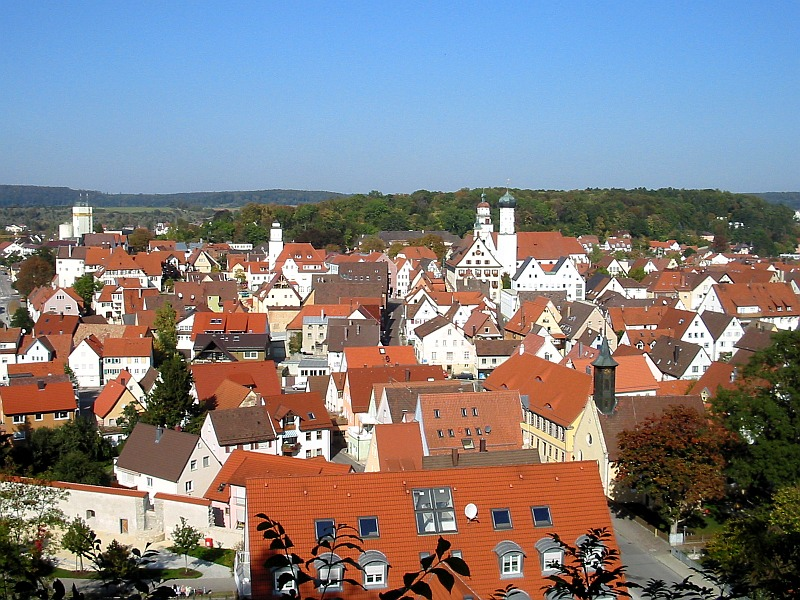
Blick vom Bruckersberg auf die Altstadt

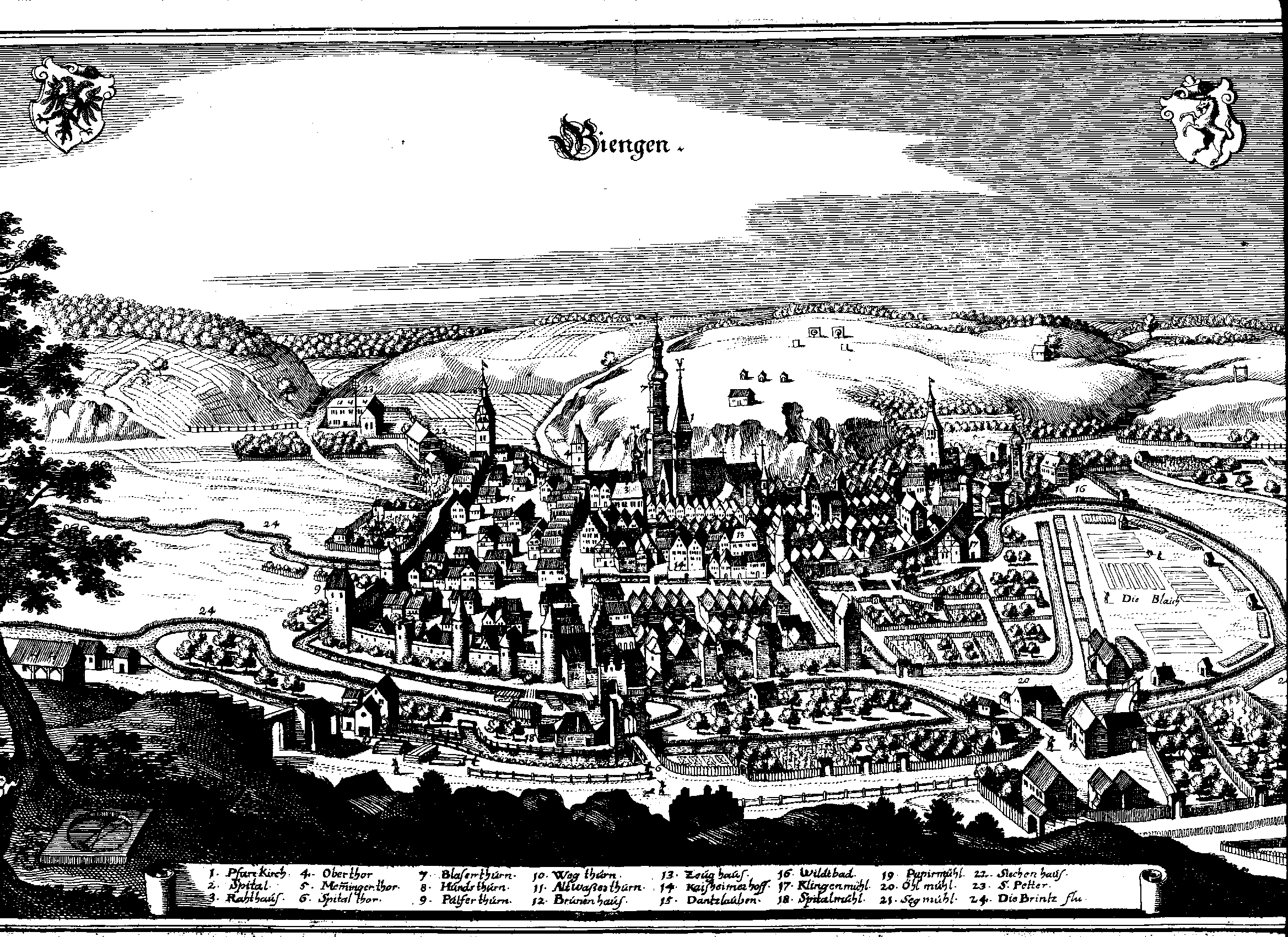
Ansicht nach Matthäus Merian

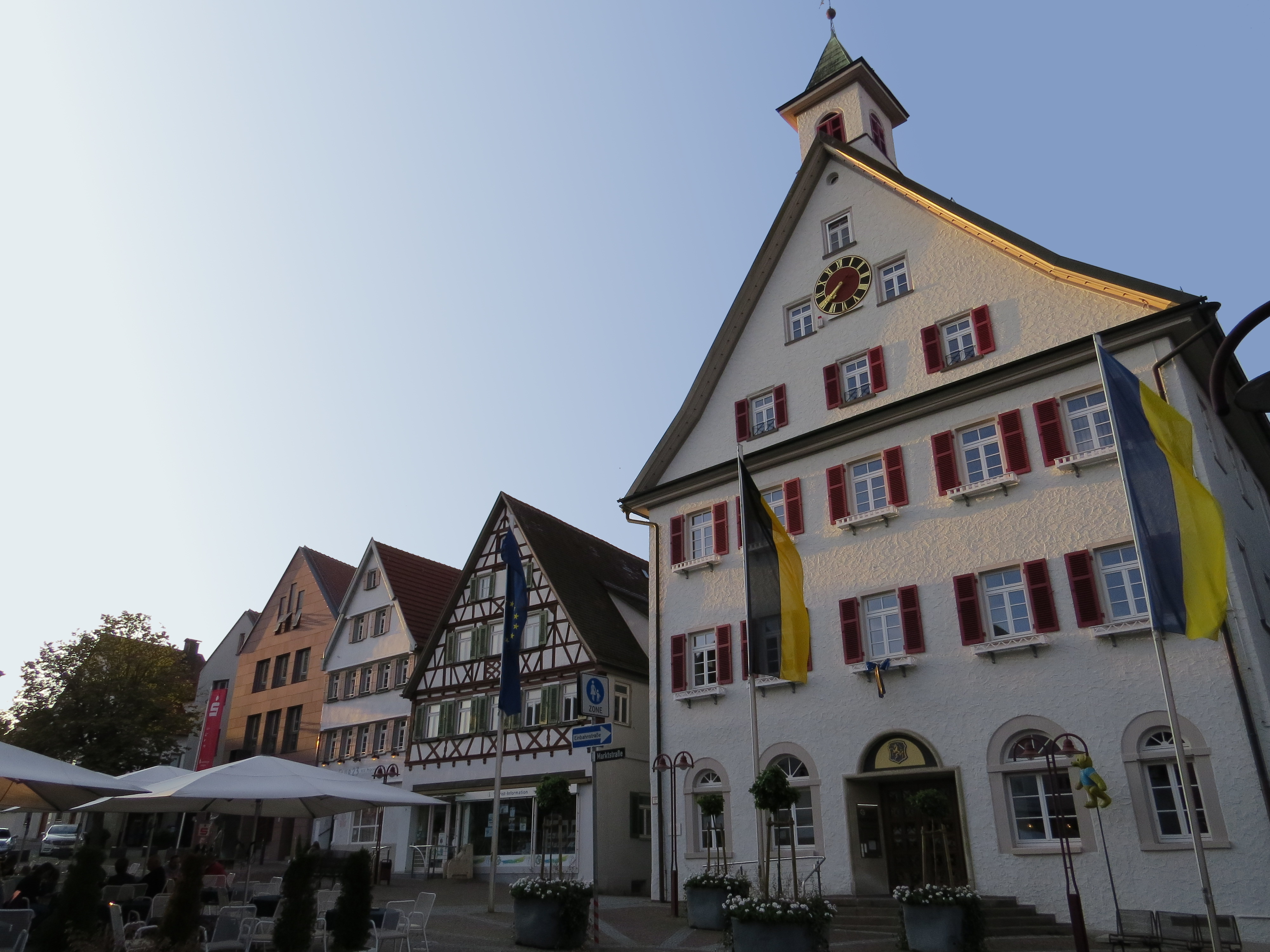
Rathaus am Marktplatz

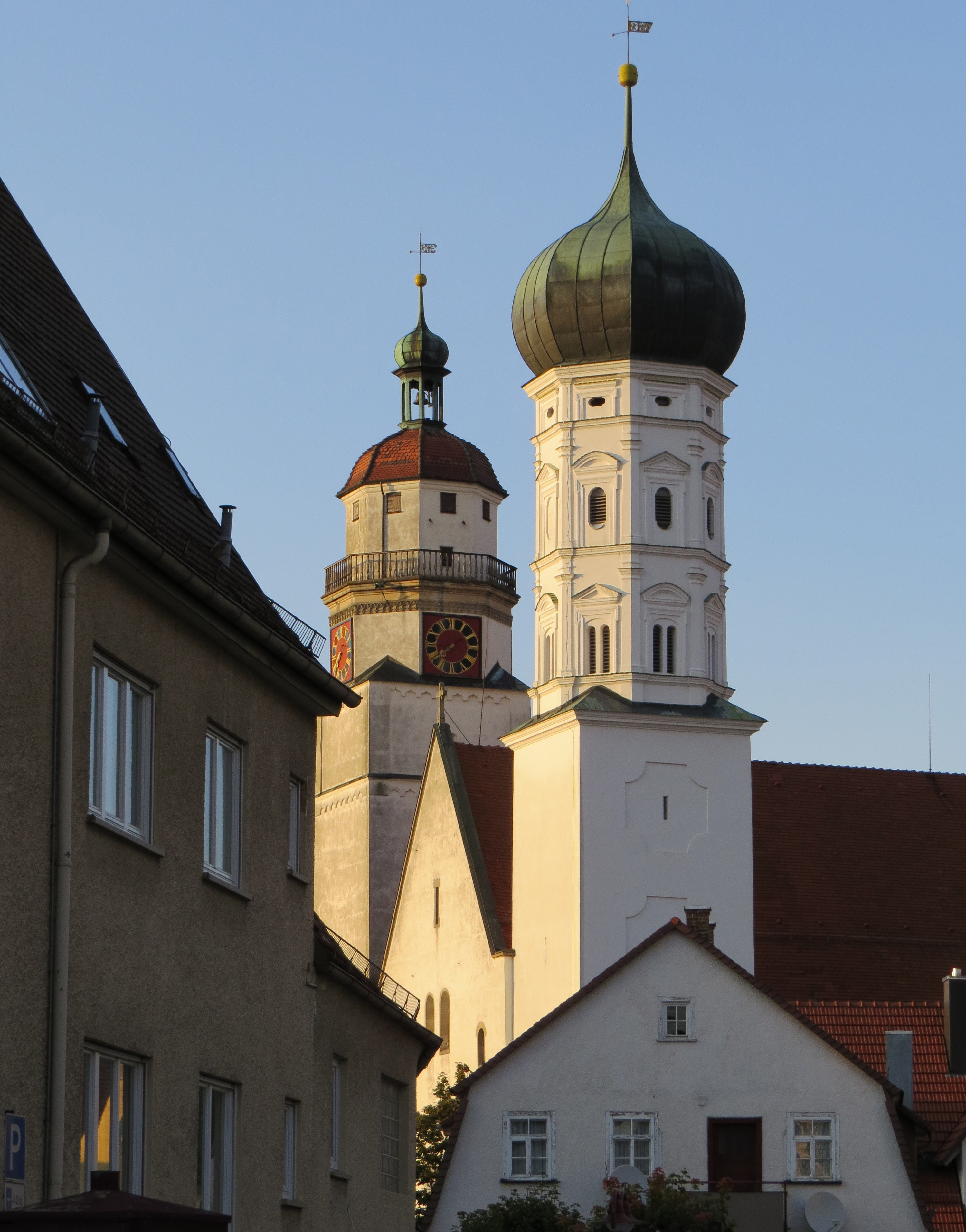
Türme der Evangelischen Stadtkirche

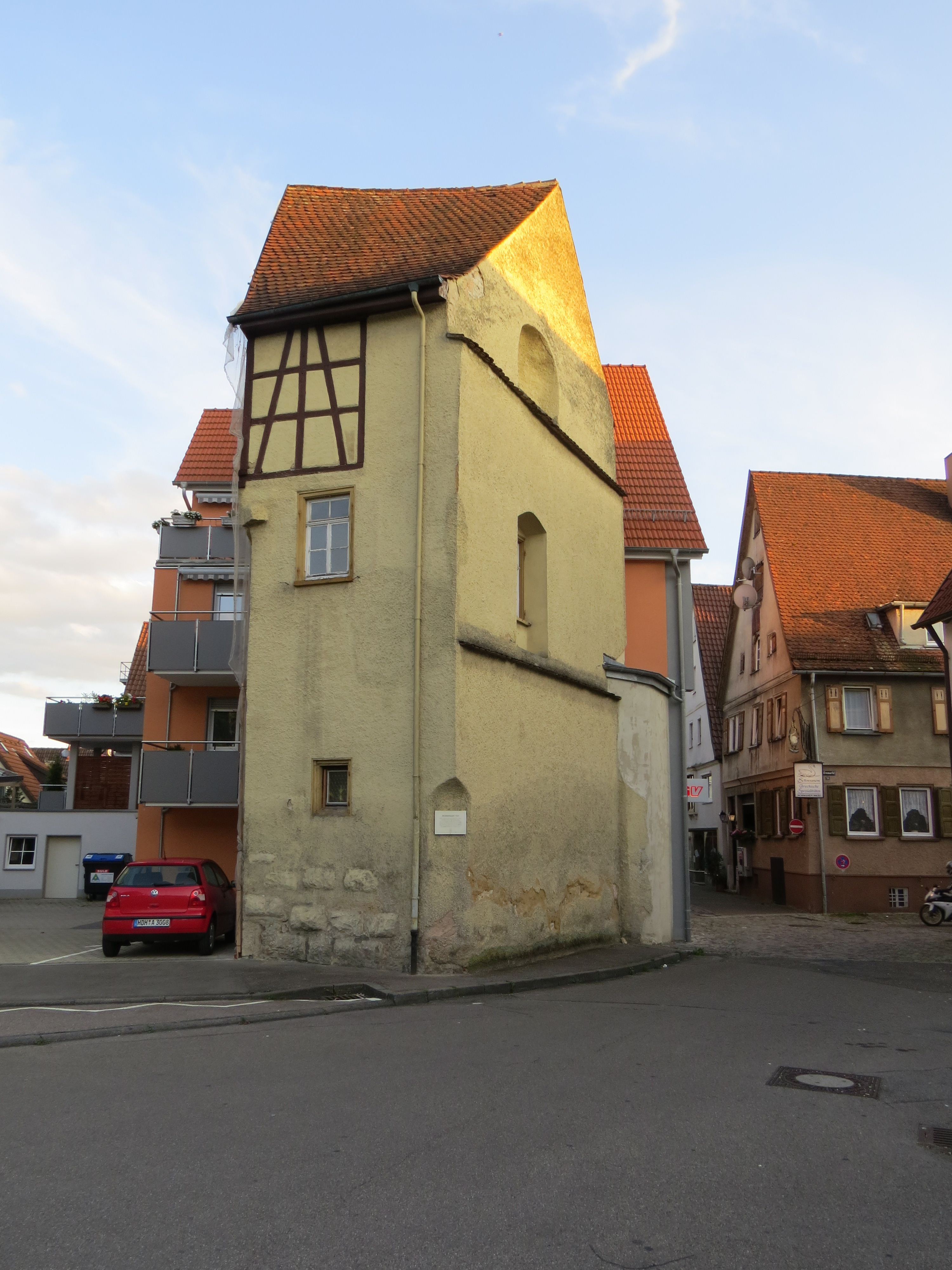
Memminger Tor mit Sockel aus dem 13. Jhdt.

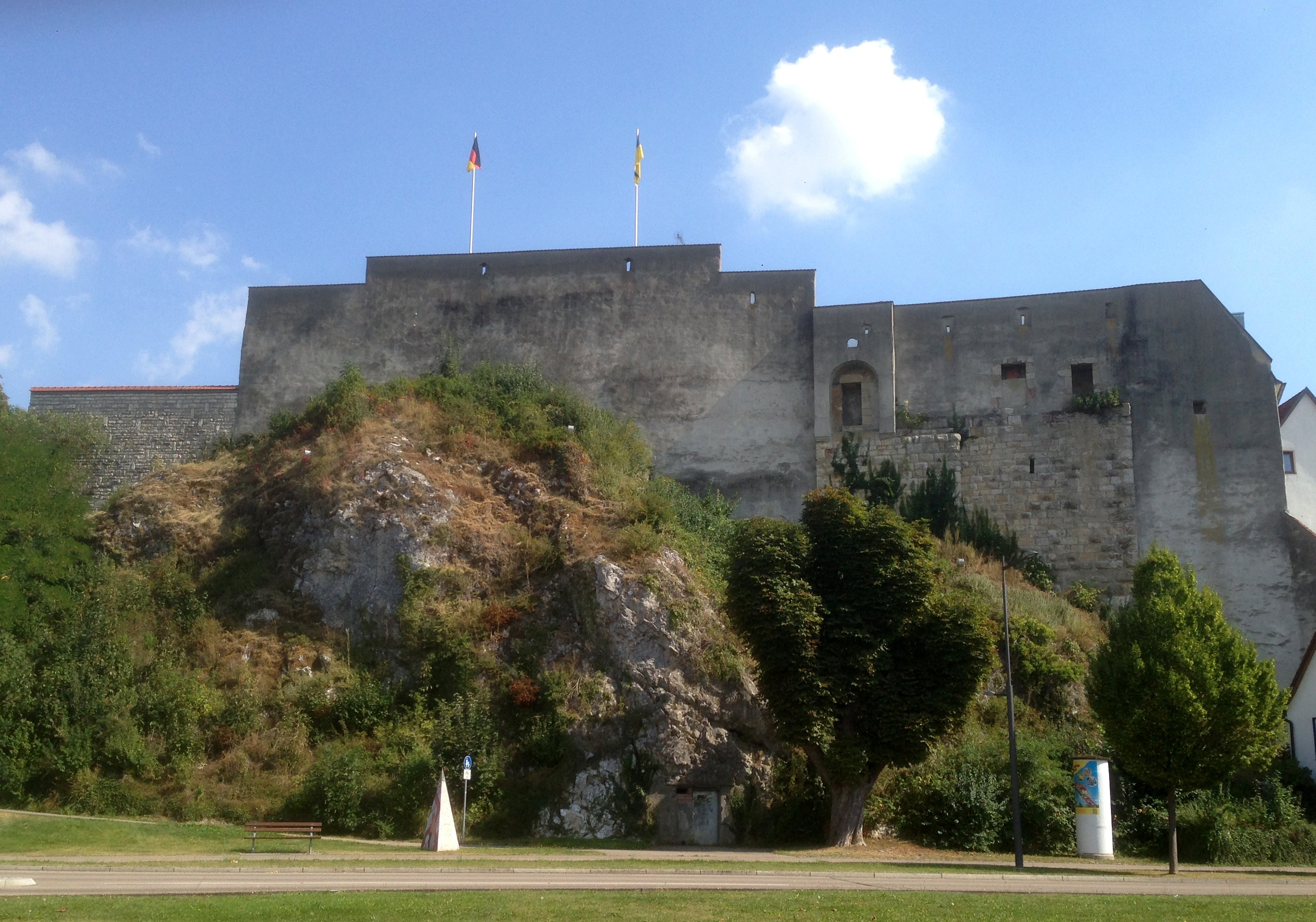
Reste der Stadtmauer mit stauferzeitlichen Buckelquadern in der Burgstraße beim Steiff Museum

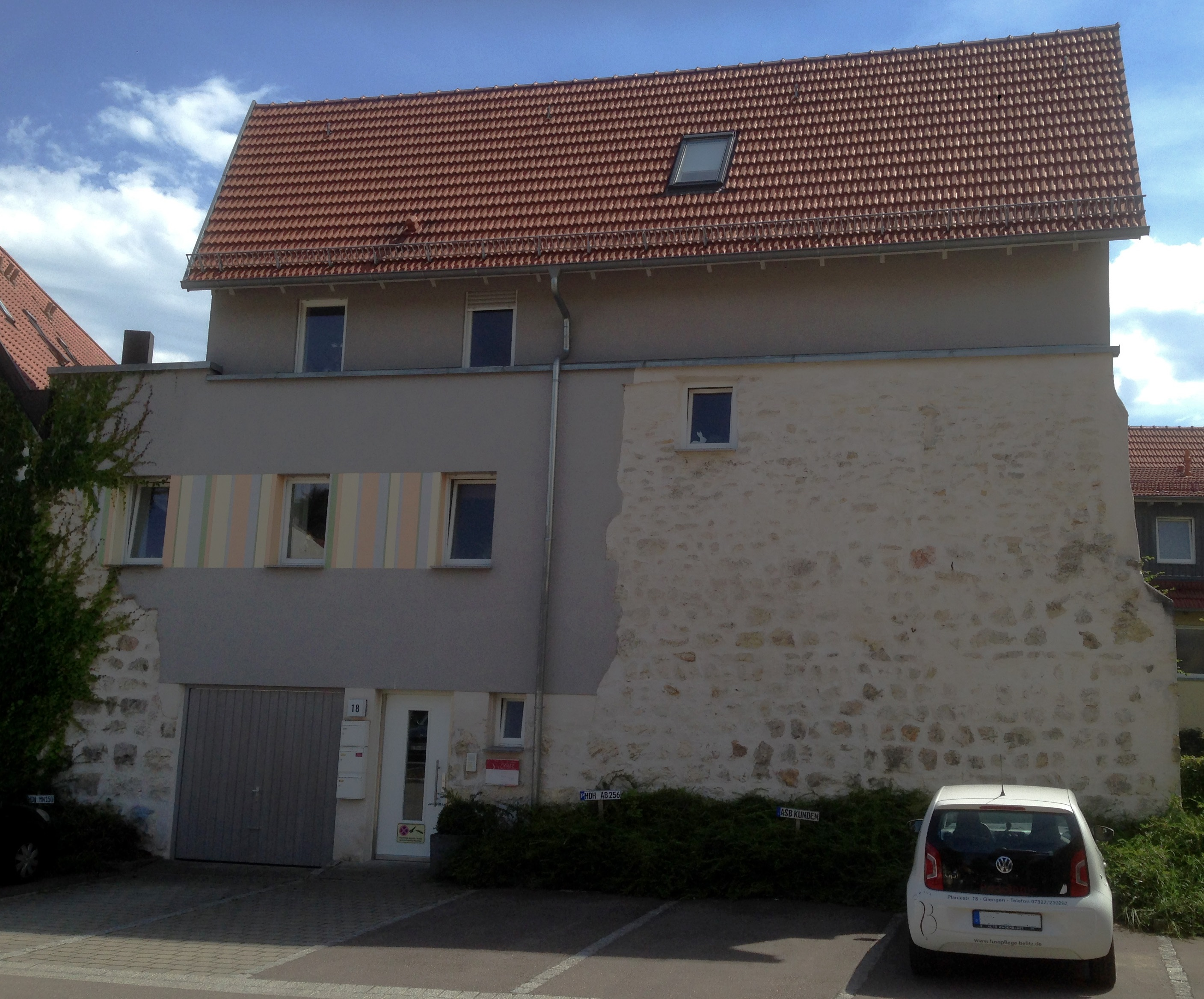
Stauferzeitliche Buckelquader der Stadtmauer in der Planiestraße 18

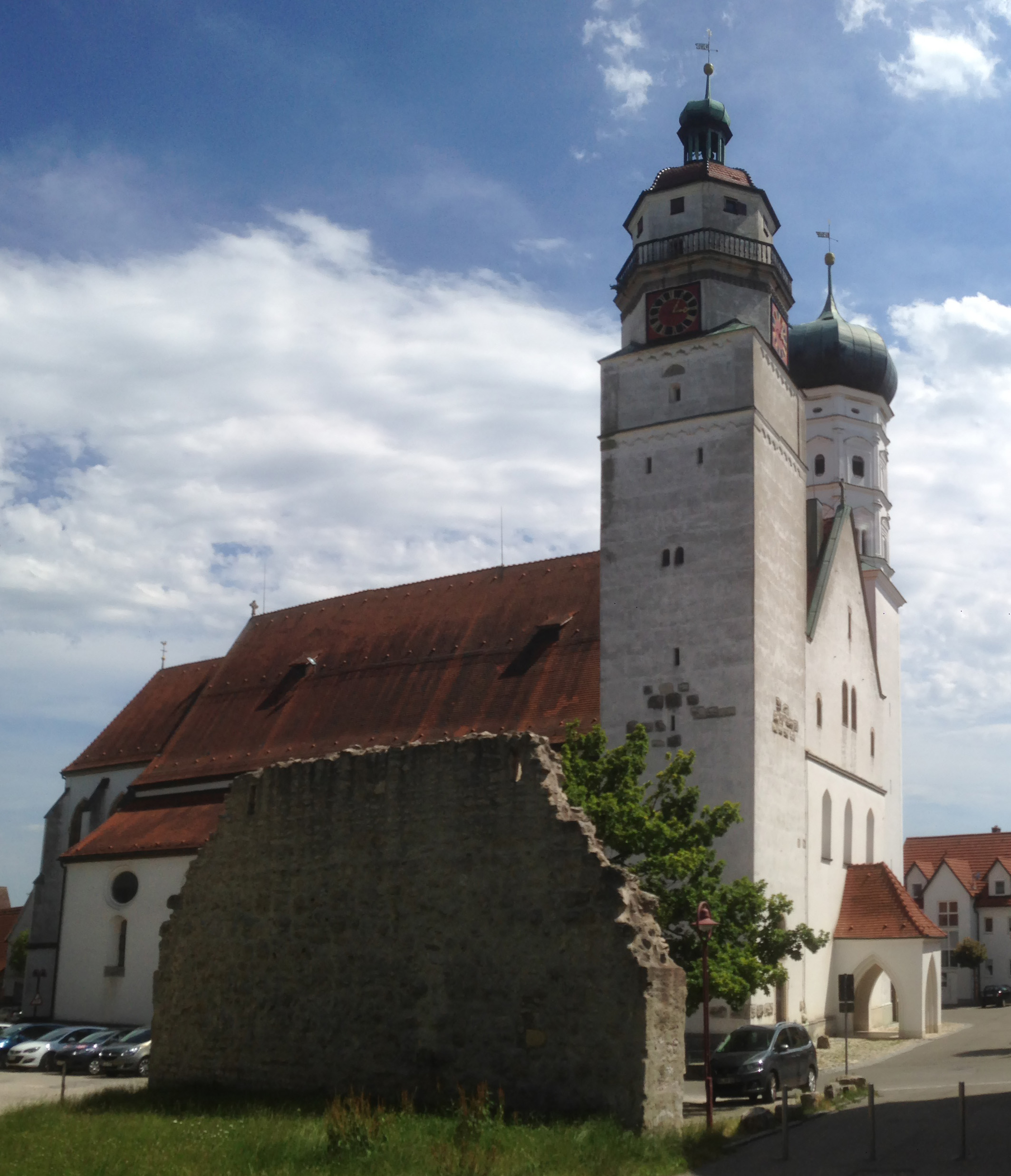
Rest der Stadtmauer bei der Evangelischen Stadtkirche

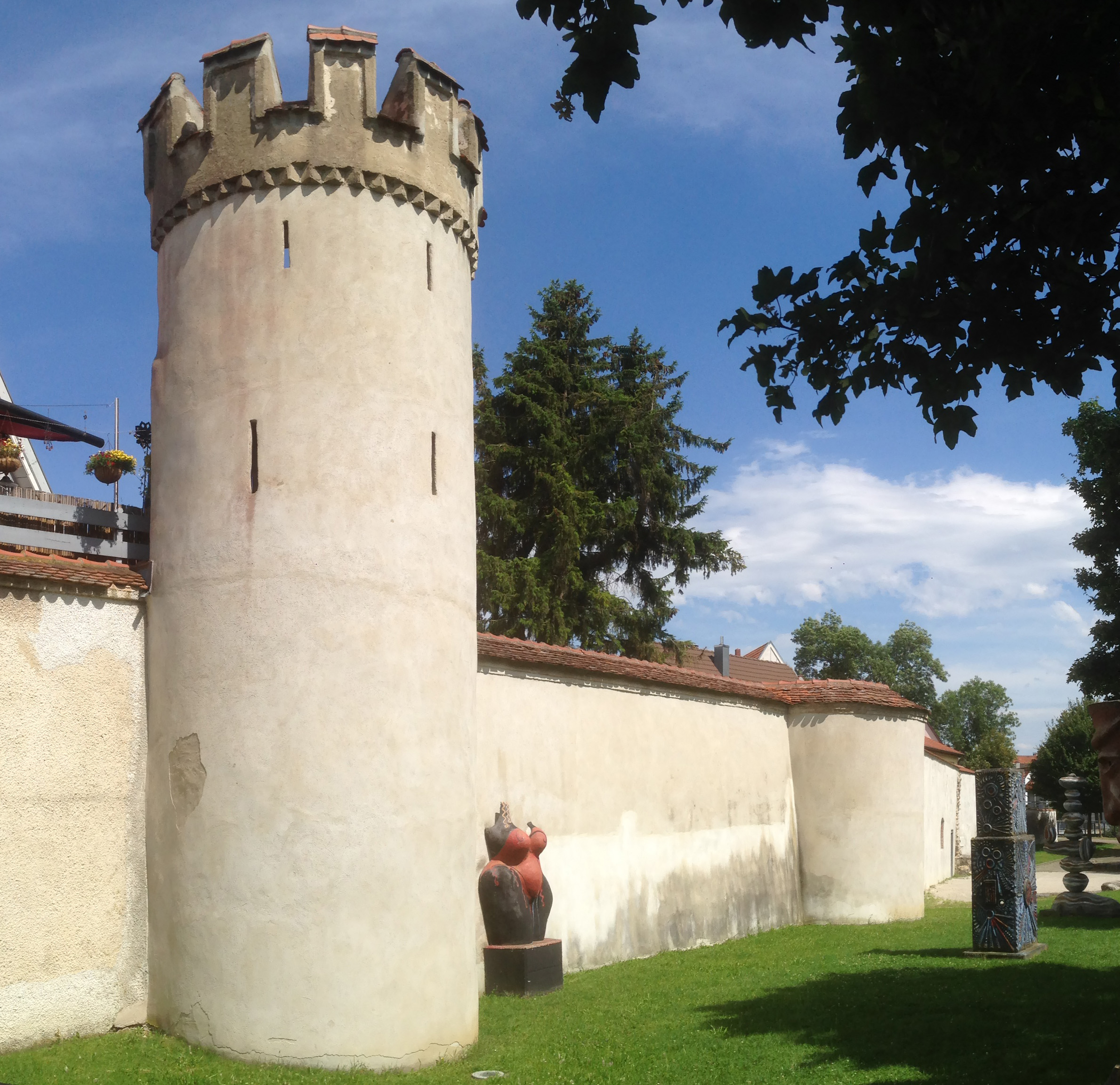
Stadtmauer an der Brenz (16. Jahrhundert)

Die ehemalige freie Reichsstadt Giengen an der Brenz liegt im Osten Baden-Württembergs an der Grenze zu Bayern, etwa zehn Kilometer südöstlich von Heidenheim an der Brenz und 30 Kilometer nordöstlich von Ulm. Sie ist nach der Kreisstadt Heidenheim die zweitgrößte Stadt des Landkreises Heidenheim und die fünftgrößte Stadt in der Region Ostwürttemberg. Giengen gehört zum Mittelbereich Heidenheim, der alle Gemeinden des Landkreises Heidenheim umfasst, und ist seit 1. Januar 1999 Große Kreisstadt.

## Geographie

### Lage
Giengen liegt am Ostrand der Schwäbischen Alb auf der Lonetal-Flächenalb in einem Talkessel der unteren Brenz nördlich des Flusses zwischen Schießberg und Bruckersberg, Rechberg und Läutenberg. Die Brenz betritt von Herbrechtingen kommend im Westen das Stadtgebiet, durchfließt dann die Kernstadt südlich der Altstadt und verlässt es im Südosten in Richtung Hermaringen wieder. Das Stadtgebiet erstreckt sich über eine Höhenlage von 449 m ü. NHN beim Wasserwerk Burgberg bis 595 m ü. NHN im Gewann Dornhäule an der Grenze zu Heidenheim.

### Historische Geographie
Durch Giengen führt der historische Jakobspilgerweg, der in Santiago de Compostela (Spanien) endet. Giengen liegt am süddeutschen Teilstück Nürnberg–Ulm–Konstanz. So wird Giengen heute wieder von vielen Menschen zu Fuß auf dem Weitwanderweg besucht.
Im Wohnbezirk Hohenmemmingen liegen die abgegangenen Ortschaften Sparenweiler, Stulen und Weiler, im Wohnbezirk Hürben liegt die abgegangene Ortschaft Niederweiler.

### Stadtgliederung
Das Stadtgebiet Giengen an der Brenz besteht aus der Kernstadt und den vier im Rahmen der Gebietsreform 1972 eingegliederten Gemeinden Burgberg, Hohenmemmingen, Hürben und Sachsenhausen, diese bilden Wohnbezirke im Sinne der baden-württembergischen Gemeindeordnung.
Zur ehemaligen Gemeinde Burgberg gehören das Dorf Burgberg und Schloss und Gehöft Schloss Burgberg. Zur Stadt Giengen an der Brenz im Gebietsstand vom 31. Dezember 1971 gehören die Stadt Giengen, das Gehöft Schratenhof und der Wohnplatz Christophruhe.
In der Kernstadt werden teilweise weitere Wohngebiete mit eigenem Namen unterschieden, deren Bezeichnungen sich im Zuge der Bebauung ergeben haben, deren Grenzen jedoch meist nicht festgelegt sind. Hierzu gehören zum Beispiel Schwage, Bühl, Ehbach, Südstadt, Rechberg und Memmingerwanne.

### Nachbargemeinden
Folgende Städte und Gemeinden grenzen an die Stadt Giengen an der Brenz. Im Norden beginnend, sind es im Uhrzeigersinn:
Die Stadt Heidenheim an der Brenz im Norden; die Gemeinden Syrgenstein im Nordosten, Bachhagel im Osten und Medlingen im Südosten, alle zum bayerischen Landkreis Dillingen; wieder im eigenen Landkreis Heidenheim die Gemeinden Hermaringen im Süden, Sontheim an der Brenz im Süden, die Stadt Niederstotzingen im Südwesten, die Exklave Bissingen ob Lontal/Hausen von Herbrechtingen im Südwesten, die Gemeinde Gerstetten im Westen und die größere Teilfläche der Stadt Herbrechtingen selbst im Nordosten.

### Flächenaufteilung
Nach Daten des Statistischen Landesamtes, Stand 2014.

### Schutzgebiete
Im Norden des Stadtgebiets liegt das Naturschutzgebiet Kirnberg. Zudem liegen im Stadtgebiet insgesamt sieben Landschaftsschutzgebiete:
- Irpfel mit Bernauer Feld, Rechberg, Läutenberg, Kirnberg, Schießberg, Heideflächen im Hölletal
- Ächselesberg westlich von Hohenmemmingen
- Salztröge südwestlich von Giengen
- Westl. Brenztalhang südlich von Giengen mit Nordteil des Bruckersberges sowie Greutberg, Hürbenhalde
- Hänge um den Schelmenberg sowie Langer Berg
- Lone- und Hürbetal
- Eifeld

Giengen hat darüber hinaus Anteile am FFH-Gebiet Giengener Alb und Eselsburger Tal.

## Geschichte

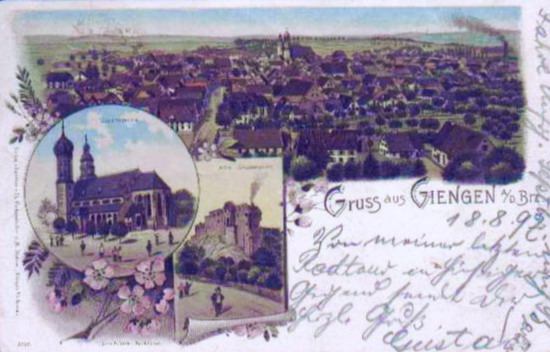
Giengen um 1897

### Giengen
Bereits 100 n. Chr. wurde von den Römern eine Straße von Heidenheim (lat. Aquileia) nach Faimingen erstellt. Sie verlief nördlich von Giengen.
Giengen wurde zum ersten Mal im Jahr 1078 als Giengin in einer Chronik des Klosters Petershausen urkundlich erwähnt. Die Herkunft des Namens ist nicht gesichert. Die Siedlung entwickelte sich um eine Burg, die im 14. Jahrhundert noch erwähnt war. Im 13. Jahrhundert war Giengen bereits als Stadt genannt und hatte spätestens seit 1334 eine eigene Schule. 1391 konnte Giengen die Reichsfreiheit erlangen. 1395 trat sie dem Schwäbischen Städtebund bei. Die Stadt konnte sich jedoch kein Herrschaftsgebiet erwerben. Sie führte die Reformation ein und trat 1608 der evangelischen Union bei. 1613 kostete eine Seuche etwa 200 Bewohnern das Leben. Als Reichsstadt besaß Giengen das Recht der „Hohen Gerichtsbarkeit“, das heißt, das Recht bei schweren Straftaten die Todesstrafe verhängen zu können. So wurde 1615 Apollonia Sailer („Sailer Apel“) als Hexe angeklagt und zum Tode auf dem Scheiterhaufen verurteilt.
Mit Württemberg gab es oft Streitigkeiten über die Obrigkeit. Während des Dreißigjährigen Kriegs logierte 1631 Wallenstein in der Reichsstadt. Nach der für die Schweden 1634 verlorenen Schlacht bei Nördlingen drangen die siegreichen kaiserlichen und spanischen Truppen vor. Auf Grund einer Unachtsamkeit der spanischen Besatzungstruppen brannte neun Tage nach der Schlacht am 5. Septemberjul. / 15. September 1634greg. die Reichsstadt Giengen bis auf wenige Überreste vollständig ab; zum Gedenken an diesen Tag schuf der aus Giengen stammende Ulmer Stadtmaler Stötzlin das sogenannte „Brandbild“, das heute noch in der Stadtkirche besichtigt werden kann. Der Wiederaufbau der Stadtkirche begann erst 1655, nachdem der Prediger Simon Böckh d. Ä.Wikidata während einer Reise durch das Heilige Römische Reich genügend Spendengelder gesammelt hatte. Im Verlauf des Spanischen Erbfolgekriegs musste Giengen 1703 die Besetzung durch französische Truppen hinnehmen.
Durch die Mediatisierung in der Folge des Reichsdeputationshauptschlusses von 1803 kam die Stadt an das drei Jahre später errichtete Königreich Württemberg und wurde 1806 Sitz eines Oberamtes, das jedoch 1809 bereits wieder aufgelöst wurde. Fortan gehörte die Stadt zum Oberamt Heidenheim.
Im Jahre 1875 erreichte der Bau der Brenzbahn die Stadt, womit der Anschluss an das Netz der Württembergischen Eisenbahnen erfolgte.
Im Zuge der Verwaltungsreform während der NS-Zeit in Württemberg kam Giengen zum Landkreis Heidenheim. Nach dem Zweiten Weltkrieg geriet die Stadt in die Amerikanische Besatzungszone und gehörte somit zum neu gegründeten Land Württemberg-Baden, das 1952 im jetzigen Bundesland Baden-Württemberg aufging. Im Jahre 1972 erreichte das Stadtgebiet seine heutige Ausdehnung.
Die Einwohnerzahl der Stadt Giengen überschritt 1996 die 20.000-Einwohner-Grenze. Daraufhin stellte die Stadtverwaltung den Antrag auf Erhebung zur Großen Kreisstadt, was die baden-württembergische Landesregierung dann mit Wirkung vom 1. Januar 1999 beschloss.

### Stadtteile
Schloss Burgberg im Stadtteil Burgberg wurde 1209 erstmals als Burg Berg, der zugehörige Weiler 1372 als Berg erstmals erwähnt. Von den Herren von Berg kam der Ort an verschiedene Geschlechter. Ein Teil kam 1328 schließlich an die Herren von Öttingen. Die andere Hälfte war im Besitz der Herren von Böbingen. Im 14. Jahrhundert waren die Herren von Stein Besitzer, und schließlich 1452 waren die Herren von Grafeneck, die den Ort bis 1728 beherrschten, die Ortsherren. Dann fiel der Ort wieder an die von Öttingen. Im Schloss und im Weiler stand die hohe Obrigkeit und teilweise auch die niedrige Obrigkeit der württembergischen Herrschaft Heidenheim zu, sonst den Schlossherren. 1806 fiel der Ort an Bayern, 1810 an Württemberg und gehörte zum Oberamt Heidenheim. Das Schloss wurde 1838 von den Öttingen an Freiherr von Linden verkauft. 1936 erwarb es die Gemeinde. Im Ort wurde im 18. Jahrhundert von der Ortsherrschaft Fahrendes Volk angesiedelt, das überwiegend der Volksgruppe der Jenischen angehörten.
Hohenmemmingen wurde 1250 erstmals erwähnt. Der Ort gehörte zur Herrschaft Staufen, die den Ort 1353 an die Herren von Helfenstein verkauften. Somit gelangte der Ort an die Herrschaft Heidenheim und kam mit diesem 1504 an Württemberg. Es gehörte schon früh zum Amt und späteren Oberamt Heidenheim.
Hürben wurde 1171 als Hurwin (Sumpf) erstmals erwähnt. Über mehrere Herrschaften kam auch Hürben an Heidenheim, wurde 1442 an Ulm verpfändet und 1448 jedoch wieder mit Heidenheim an Württemberg und gehörte zum Amt und späteren Oberamt Heidenheim.
Sachsenhausen wurde 1143 als Sachsenhusen erstmals erwähnt. Auch dieser Ort kam über verschiedene Herrschaften an Heidenheim und damit 1448 an Württemberg und war dem Amt und späteren Oberamt Heidenheim zugehörig.

#### Eingemeindungen
Folgende Gemeinden wurden nach Giengen an der Brenz eingegliedert:
- 1. Januar 1972: Hürben und Sachsenhausen[9]
- 15. März 1972: Hohenmemmingen[10]
- 1. April 1972: Burgberg[10]

### Religionen
Die Bevölkerung von Giengen an der Brenz gehörte ursprünglich zum Bistum Augsburg und war dem Archidiakonat Ries unterstellt. 1528 wurde die erste evangelische Predigt gehalten. Auf Bitten der Bürger wurde 1531 der erste evangelische Prediger angestellt. Es gab jedoch weiterhin katholische Gottesdienste. 1537 wurde die württembergische Kirchenordnung eingeführt, und 1556 wurde endgültig die Reformation besiegelt. Katholische Gottesdienste wurden eingestellt. Danach war Giengen über Jahrhunderte eine überwiegend protestantische Stadt. Als Reichsstadt konnte sie ihre kirchlichen Angelegenheiten selbst regeln. Bürgermeister Jörg Vetter (1512–1589) unterzeichnete für den Rat der Stadt die lutherische Konkordienformel von 1577.
Nach dem Übergang an Württemberg wurde die Kirchengemeinde Giengen dem Dekanat bzw. Kirchenbezirk Heidenheim zugeordnet. Neben der Stadtkirche gibt es noch die Spitalkirche, die aber seit 1967 der griechisch-orthodoxen Gemeinde als Gottesdienstraum dient.
In den Stadtteilen Hohenmemmingen, Hürben und Sachsenhausen wurde infolge der frühen Zugehörigkeit zu Württemberg ebenfalls die Reformation eingeführt. Daher gibt es in diesen Orten jeweils eine evangelische Kirchengemeinde und eine Kirche. Die Protestanten von Burgberg gehören zur Nachbarkirchengemeinde Hermaringen. Burgberg ist sonst überwiegend katholisch. Alle evangelischen Kirchengemeinden im Stadtgebiet Giengens gehören zum Dekanat Heidenheim innerhalb der Evangelischen Landeskirche in Württemberg.
Katholiken gibt es in Giengen erst wieder seit dem späten 19. Jahrhundert. Für sie wurde 1909 eine eigene Kirche St. Maria gebaut. Doch wurde erst 1936 ein Expositurvikariat eingerichtet, das 1950 zur Pfarrverweserei und 1954 zur Pfarrei erhoben wurde. 1962 wurde die heutige Pfarreikirche Heilig Geist erbaut. Zur Kirchengemeinde Heilig Geist Giengen gehören auch die Stadtteile Hohenmemmingen und Sachsenhausen. Burgberg hat eine eigene Kirchengemeinde St. Vitus, zu der Hürben gehört. Beide Gemeinden gehören zur Seelsorgeeinheit 6 im Dekanat Heidenheim des Bistums Rottenburg-Stuttgart.
Auch die Neuapostolische Kirche ist in Giengen vertreten.

### Einwohnerentwicklung
Die Einwohnerzahlen nach dem jeweiligen Gebietsstand sind Schätzungen, Volkszählungsergebnisse (¹) oder amtliche Fortschreibungen des Statistischen Landesamtes Baden-Württemberg (nur Hauptwohnsitze).
| Jahr               | Einwohner       |
| ------------------ | --------------- |
| 1634               | ca. 36 Familien |
| 1810               | 1.578           |
| 1823               | 1.792           |
| 1834               | 2.107           |
| 1843               | 2.143           |
| 1861               | 2.412           |
| 1. Dezember 1871   | 2.560           |
| 1. Dezember 1880 1 | 2.926           |
| 1. Dezember 1890 1 | 3.176           |
| 1. Dezember 1900 1 | 3.112           |
| 1. Dezember 1910 1 | 3.459           |
| 16. Juni 1925 1    | 3.409           |
| 16. Juni 1933 1    | 3.615           |
| 17. Mai 1939 1     | 3.900           |

| Jahr                 | Einwohner |
| -------------------- | --------- |
| 1946                 | 5.615     |
| 13. September 1950 1 | 6.627     |
| 6. Juni 1961 1       | 10.825    |
| 27. Mai 1970 1       | 14.440    |
| 31. Dezember 1975    | 18.939    |
| 31. Dezember 1980    | 18.643    |
| 25. Mai 1987 1       | 18.378    |
| 31. Dezember 1990    | 18.836    |
| 31. Dezember 1995    | 19.842    |
| 31. Dezember 2000    | 20.318    |
| 31. Dezember 2005    | 20.151    |
| 31. Dezember 2010    | 19.434    |
| 31. Dezember 2015    | 19.342    |
| 31. Dezember 2020    | 19.711    |

## Politik

### Gemeinderat
In Giengen wird der Gemeinderat nach dem Verfahren der unechten Teilortswahl gewählt. Dabei kann sich die Zahl der Gemeinderäte durch Überhangmandate (Ausgleichssitze) verändern. Der Gemeinderat in Giengen besteht nach der letzten Wahl aus den 28 (vorher 26) gewählten ehrenamtlichen Gemeinderäten und dem Bürgermeister als Vorsitzendem. Der Bürgermeister ist im Gemeinderat stimmberechtigt.
Die Kommunalwahl am 9. Juni 2024 führte zu folgendem Ergebnis.
| Parteien und Wählergemeinschaften | Parteien und Wählergemeinschaften                               | % 2024  | Sitze 2024 | % 2019 | Sitze 2019 |
| CDU/WB                            | Christlich Demokratische Union Deutschlands-Wählerblock Giengen | 40,12   | 11         | 36,8   | 10         |
| SPD                               | Sozialdemokratische Partei Deutschlands                         | 30,43   | 9          | 31,9   | 8          |
| Grüne                             | Unabhängige und Grüne                                           | 24,24   | 7          | 31,4   | 8          |
| AfD                               | Alternative für Deutschland                                     | 03,46   | 1          | –      | –          |
| FDP                               | Freie Demokratische Partei                                      | 01,75   | 0          | –      | –          |
| Gesamt                            | Gesamt                                                          | 100 %   | 28         | 100 %  | 26         |
| Wahlbeteiligung                   | Wahlbeteiligung                                                 | 49,31 % | 49,31 %    | 45,0 % | 45,0 %     |

### Bürgermeister
An der Spitze der Stadt Giengen an der Brenz stand in kaiserlicher Zeit der Vogt als Vorsitzender des Gerichts. Später leitete der Stadtamtmann als Vertreter des Kaisers das Gericht in der Stadt. Daneben hatte Giengen einen Rat, der aus einem Bürgermeister und 11 bis 15 Ratsherren bestand. Von 1552 bis 1565 gab es vorübergehend drei Bürgermeister. Die Amtszeit des Bürgermeisters dauerte ein Jahr, doch waren sie danach dem neuen Bürgermeister noch zur Seite gestellt. Der amtierende Bürgermeister, seine zwei Vorgänger und 2 Ratsmitglieder bildeten die „Fünf Geheimen“. Die Verfassung der Stadt wurde mehrmals geändert. Nach dem Übergang an Württemberg wurde der Bürgermeister auf Lebenszeit gewählt. Ab 1819 trug er die Bezeichnung Stadtschultheiß, seit 1933 Bürgermeister und mit der Erhebung zur Großen Kreisstadt am 1. Januar 1999 lautet die Amtsbezeichnung Oberbürgermeister. Dieser wird von den Wahlberechtigten auf acht Jahre direkt gewählt. Er ist Vorsitzender des Gemeinderats. Sein allgemeiner Stellvertreter ist der 1. Beigeordnete mit der Amtsbezeichnung Bürgermeister.
Folgende Personen waren Bürgermeister von Giengen an der Brenz:
- 1798–1819: Johann Eßlinger, Johann Michael Heinzelmann, Georg Schnapper, Johannes Nüsseler und Johann Jakob Hastermann amtierten teilweise mehrmals, jeweils für ein Jahr[13]
- 1819–1826: Johannes Oswald
- 1826–1848: Martin
- 1848–1851: Lorenz David Wencher
- 1851–1860: Anton Fink
- 1860–1891: Lorenz David Wencher, 2. Amtszeit
- 1891–1929: Julius Brezger
- 1929–1945: Christian Ehrlinger
- 1945–1948: Adolf Kolb
- 1948–1977: Walter Schmid
- 1977–2001: Siegfried Rieg
- 2001–2009: Clemens Stahl
- 2009–2017: Gerrit Elser
- Seit 2017: Dieter Henle

### Verwaltungsgemeinschaft
Mit der Gemeinde Hermaringen ist die Stadt Giengen an der Brenz eine Vereinbarte Verwaltungsgemeinschaft eingegangen.

### Wappen
| Wappen der Stadt Giengen an der Brenz | Blasonierung: „In Blau ein aufgerichtetes goldenes (gelbes) Einhorn.“ |
| Wappen der Stadt Giengen an der Brenz | Wappenbegründung: Wie Schwäbisch Gmünd (1277) führt auch Giengen, das gleichfalls eine Reichsstadt gewesen ist, schon im ersten belegten Siegel von 1293 das Einhorn. Die Wappenfarben beider Städte unterscheiden sich jedoch. Nachdem das Fabeltier in den Stadtsiegeln seit dem 14. Jahrhundert zeitweilig vom Reichsadler aus den Siegeln verdrängt oder neben diesem dargestellt worden war, erschien es nach dem Übergang an Württemberg auch im gespaltenen Schild neben den württembergischen Hirschstangen. Seit 1890 gilt es jedoch wieder als die einzige städtische Wappenfigur. |

Wappen der ehemals eigenständigen Gemeinden und heutigen Stadtteile

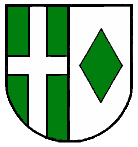
Burgberg
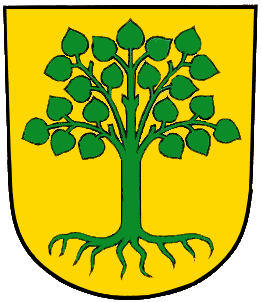
Hohenmemmingen
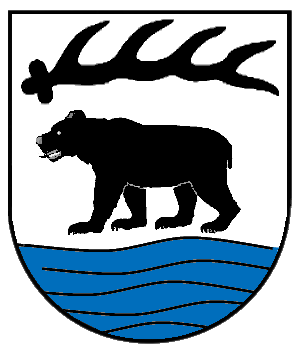
Hürben
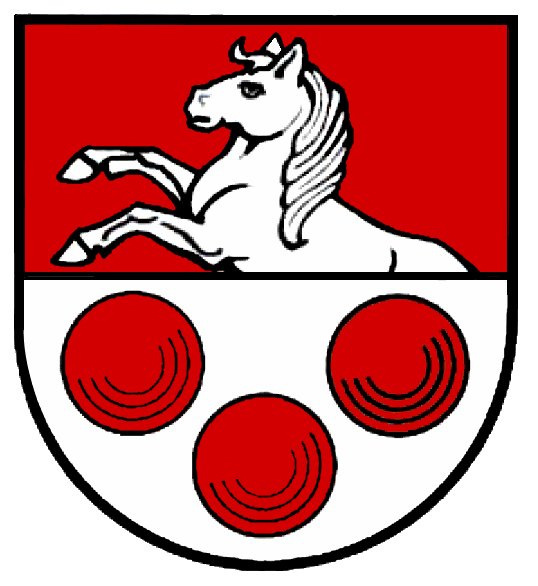
Sachsenhausen

### Städtepartnerschaften
Giengen unterhält Städtepartnerschaften mit
- Köflach, Österreich (seit 1962). In Köflach wirkte der Heimatdichter Hans Kloepfer, dessen Vater aus Giengen an der Brenz stammte.
- Le Pré-Saint-Gervais bei Paris in Frankreich (seit 1970)[15]
- dem thüringischen Zeulenroda-Triebes (seit 1990)
- San Michele di Ganzaria, Italien (seit 2019)[16]

## Wirtschaft und Infrastruktur

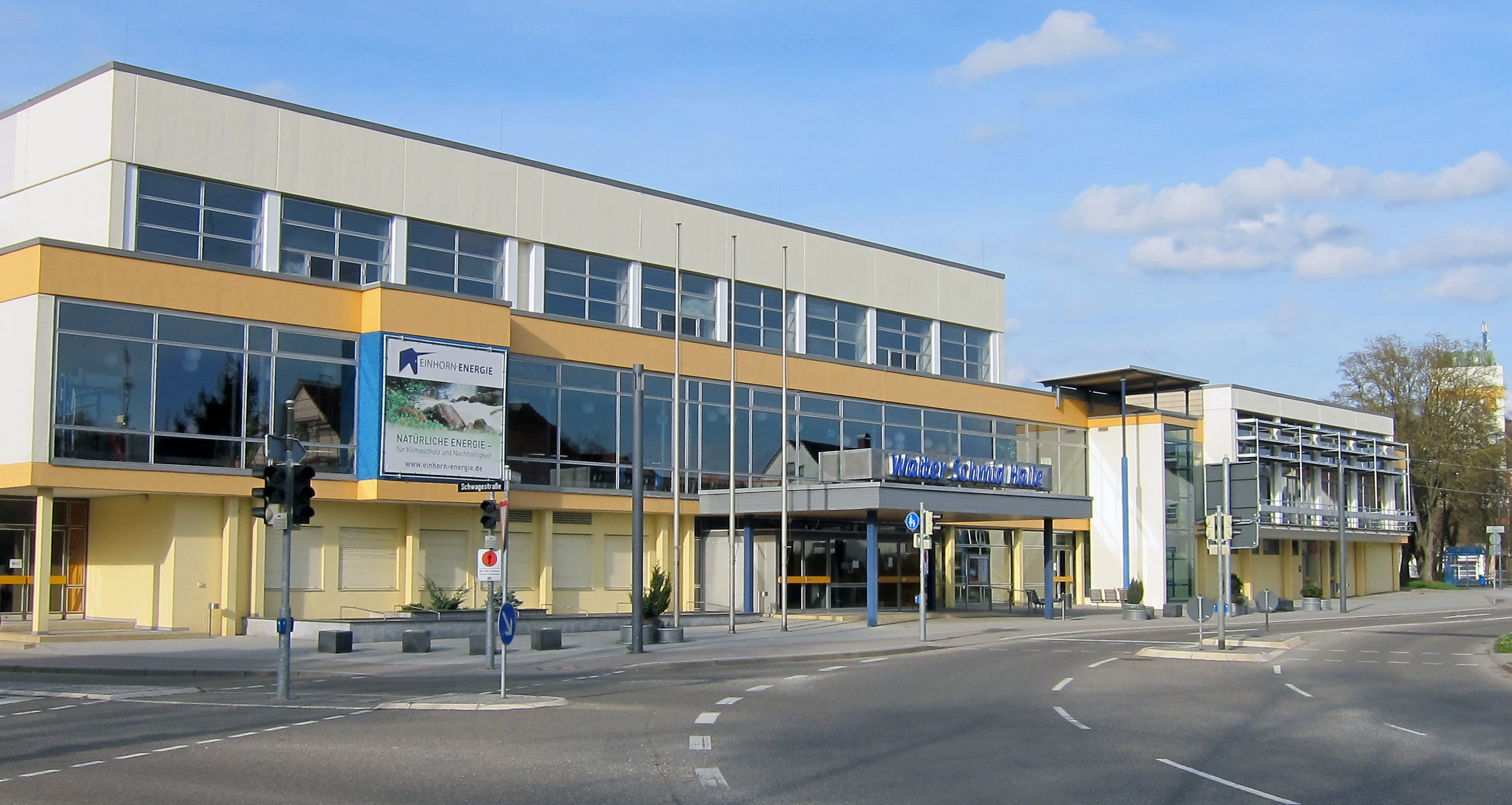
Walter-Schmid-Halle

### Verkehr
Giengen besitzt einen Sportflugplatz und liegt an der Bundesautobahn 7 (Flensburg–Füssen). Die Stadt ist über die Anschlussstelle Giengen/Herbrechtingen zu erreichen. Die Bundesstraße 19 führt über Herbrechtingen nach Heidenheim.
Die Stadt liegt an der Bahnstrecke Aalen–Ulm und gehört dem Heidenheimer Tarifverbund an. Im Stundentakt verbinden Regio-S-Bahn-Züge der Linie RS 5 Giengen mit Ulm und Aalen. Auf derselben Strecke verkehren außerdem im Zweistundentakt die schnelleren Regional-Express-Züge der Linie RE 50 mit Anschluss an die Intercity-Züge (IC) in Aalen.
Im Stadtgebiet versorgen fünf Buslinien den öffentlichen Personennahverkehr (ÖPNV).
Durch eine Alltagsroute aus dem Radnetz Baden-Württemberg ist Giengen über Hermaringen, Sontheim an der Brenz und Langenau mit Ulm verbunden und in der anderen Richtung über Herbrechtingen mit Heidenheim.
Durch die Stadt verlaufen zwei Landes-Radfernwege, in Giengen verlaufen sie auf derselben Trasse: 
- Der Württemberger Tälerradweg führt von Crailsheim über Aalen, Heidenheim und Giengen nach Ulm und weiter über Göppingen nach Schwäbisch Gmünd.
- Der Albtäler-Radweg führt ebenfalls als Landes-Fernradweg durch die Stadt; es handelt sich um einen Rundkurs zwischen Römerstein und Giengen. Er verläuft vom Rammingen kommend ins Lonetal, zweigt aber vor Burgberg davon ab, streift Hermaringen an dessen nördlichem Rand und führt nach Giengen. Weiter verläuft er über Herbrechtingen ins Eselsburger Tal.

### Medien
Über das Lokalgeschehen in Giengen berichtet die Heidenheimer Zeitung, bis zur Einstellung im November 2012 erschien noch zusätzlich der Brenztal-Bote (eine Ausgabe der Heidenheimer Zeitung) der Nachfolger der früheren „Giengener Zeitung“.
Der Südwestrundfunk betreibt auf dem Bruckersberg einen Füllsender, den Sender Giengen, von dem die Hörfunkprogramme SWR1 Baden-Württemberg (89,9 MHz), SWR Kultur (Baden-Württemberg) (87,8 MHz), SWR3 (Württemberg) (93,6 MHz) und SWR4 Schwaben Radio (97,7 MHz) abgestrahlt werden. Die regionalen privaten Hörfunkprogramme sind Radio 7 (103,7 MHz; Sender Aalen) und Radio Ton (107,1 MHz; Sender Aalen).

### Sport
In Giengen gibt es mehrere Sportvereine, darunter die TSG Giengen, den SC Giengen, den Schachverein Giengen, den TC Giengen, die Sportfreunde Südhang und den TKSV Giengen. Ältester Verein ist die Schützengesellschaft Giengen 1830 e. V., deren Schützenhaus sich am Rande des Schießbergs im Hölltal befindet.
Auf dem Schießberg liegt die Spielstätte der TSG Giengen, das Schießbergstadion.

### Öffentliche Einrichtungen
Bäder
Auf dem Schießberg befindet sich ein Freibad, das sogenannte Bergbad, das von Anfang Mai bis Ende September geöffnet ist.
Schwimmerbecken (50 Meter, sechs Bahnen wettkampfgerecht) und Nichtschwimmerbecken (50 Meter) sind in Edelstahl ausgeführt, ebenso wie der Kinderplanschbereich mit Minirutsche und Babywickelraum. Eine Attraktion ist die Riesenrutsche mit 60 Meter Länge. Neben einem Spielbereich für Kleinkinder stehen Flächen für Spiel und Sport zur Verfügung, wie Beach-Volleyball-Feld, Tischtennis, Minigolf und Spielplätze. Auf der zentralen Terrasse findet man Freiluftschach oder hat einen Ausblick auf das Bad und die umliegende parkartige Landschaft.
Im unteren Teil der Walter-Schmid-Halle befindet sich ein Hallenbad, das von Anfang Oktober bis Ende Mai geöffnet ist. Es hat ein 20 Meter-Schwimmerbecken mit vier Bahnen und einen Nichtschwimmerbereich.
Spiel und Sport
Am Brunnenfeld (Ortsausgang Giengen Richtung Oggenhausen) starten drei unterschiedlich lange Nordic Walking Strecken bzw. ein Trimdichpfad. Die Wege sind ausgeschildert. Auf jeder Tour gibt es Stationen zum Pulsmessen und Kräftigen. Die leichte Tour ist vier Kilometer lang, die mittelschwere Tour fast sechs Kilometer, die schwierige Tour insgesamt zehneinhalb Kilometer.
Im Wohngebiet Schwage befindet sich ein Betonskatepark. Es ist ein reiner Streetpark mit gut ausgedachten Elementen u. a. mit Rainbow-Rail, London-Gap, mit einer Wave und einer Transition-Auffahrt im Center-Element.
In unmittelbarer Nähe zum Skatepark gibt es einen angelegten Eisweiher, der bei im Winter mit Schlittschuhen befahren werden kann. 
Naherholung und Freizeitanlagen
Am nördlichen Dorfeingang von Burgberg befindet sich eine Naherholungs- und Freizeitanlage. 
Das „Jakobswegle“ im Stadtteil Hürben stellt die Strecke von Giengen nach Santiago de Compostela im Maßstab 1:1000 auf 2,5 Kilometern dar und wurde 2009 eröffnet. Der gesamte Rundweg um den Kagberg misst 4,2 Kilometer. Anfang und Ende des Jakobswegles werden durch eine 1,7 Kilometer lange Wegstrecke abgerundet, die auf dem Original-Jakobsweg liegt. Die Strecke informiert den Wanderer oder Pilger über die Person des Heiligen Jakobus und die Geschichte des Jakobswegs.
Das „Wegle“ liegt unmittelbar in der Nähe der Höhlenerlebniswelt sowie der Charlottenhöhle und der Kaltenburg.

### Ansässige Unternehmen

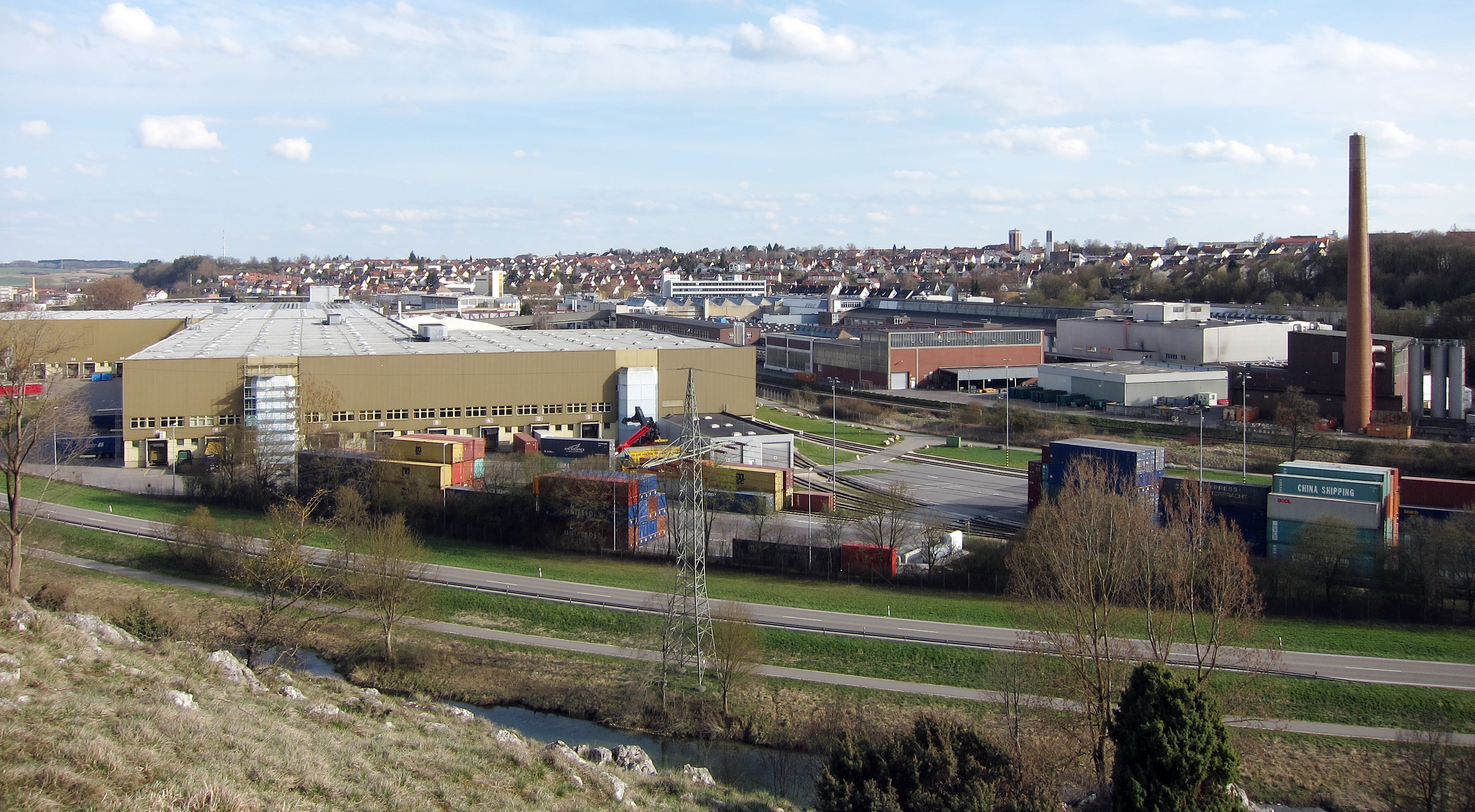
Logistikzentrum und Werk der BSH Hausgeräte

Weltbekannt ist die seit 1880 bestehende Stofftierfirma Steiff, die am Stammsitz in Giengen rund 400 Mitarbeiter beschäftigt. Die Entwicklungs- und Produktionsstätte für Kühlgeräte der BSH Hausgeräte ist mit etwa 2500 Mitarbeitern der größte Arbeitgeber Giengens, gefolgt von der 1890 gegründeten Feuerwehrgerätefabrik Ziegler mit rund 480 Mitarbeitern. Bis 2013 gab es mit der Armaturenfabrik AWG neben Ziegler einen weiteren international tätigen Feuerwehrausstatter in der Stadt. Ein weiteres traditionsreiches Unternehmen in Giengen sind die Vereinigten Filzfabriken (VFG), welche bereits Mitte des 19. Jahrhunderts gegründet wurden und den Ausgangsstoff für die ersten Produkte von Margarete Steiff lieferten. Die Orgelbau-Werkstatt Link ist seit dem 19. Jahrhundert ein traditionsreicher Hersteller hochwertiger Orgeln. Seit 1903 besteht die traditionsreiche Druckerei Schmid.
Seit 2002 gibt es den Industriepark A 7, ein gemeinsames Projekt mit der Nachbarstadt Herbrechtingen an der Bundesautobahn 7, der von den Logistikzentren der Speditionen Kentner und Honold dominiert wird.

### Bildungseinrichtungen
In Giengen an der Brenz gibt es ein Gymnasium (Margarete-Steiff-Gymnasium), eine Realschule (Robert-Bosch-Realschule), eine Förderschule (Jakob-Herbrandt-Schule), eine Grund- und Hauptschule mit Werkrealschule (Bühlschule), sowie vier selbständige Grundschulen (Grundschule Hohenmemmingen, Lina-Hähnle-Schule mit Bergschule, Grundschule Burgberg und Grundschule Hürben).
Neben den Schulen befinden sich auch neun Kindergärten verteilt in der Kernstadt und drei weitere in den Teilorten.
Giengen verfügt ebenfalls über eine Bibliothek, die sich in der Marktstraße befindet. In mehreren Räumen befinden sich auf rund 150 m² etwa 17.000 Medien, 20 aktuelle Zeitschriften, eine Tages- und eine Wochenzeitung sowie ein Angebot von neuen Medien. Für die Medien-Recherche intern steht der Bibliothekskatalog an einem OPAC-PC zur Verfügung. Außerdem findet man aktuelle Musik-CDs, DVD/Blu-ray-Spielfilme, PC-Lern- und Freizeitspiele, Hörbücher für Kinder und Erwachsene sowie digitale Medien wie E-Books, E-Audios, E-Magazine und E-Papers zur Ausleihe.
Das Stadtarchiv verwahrt die schriftlich dokumentierte Überlieferung vom 14. Jahrhundert bis etwa 1972. Der reichsstädtische Bestand enthält Schriftgut vom 14. bis zum 19. Jahrhundert. Es schließt sich zeitlich die sogenannte „Altregistratur“ an, deren Schriftgut bis zum Beginn der 1930er Jahre reicht. Verwahrt werden zudem die Archive der Teilorte Burgberg, Hohenmemmingen, Hürben und Sachsenhausen. Verschiedene Sammlungen wie Zeitungen, Zeitungsausschnitte, Karten, Pläne, Zeichnungen, Plakate, Prospekte, Broschüren, Filme, Tonträger, Fotosammlungen, Siegelsammlung und andere Sammlungen privater Herkunft stehen zur Verfügung.

## Kultur und Sehenswürdigkeiten

### Bauwerke und Museen

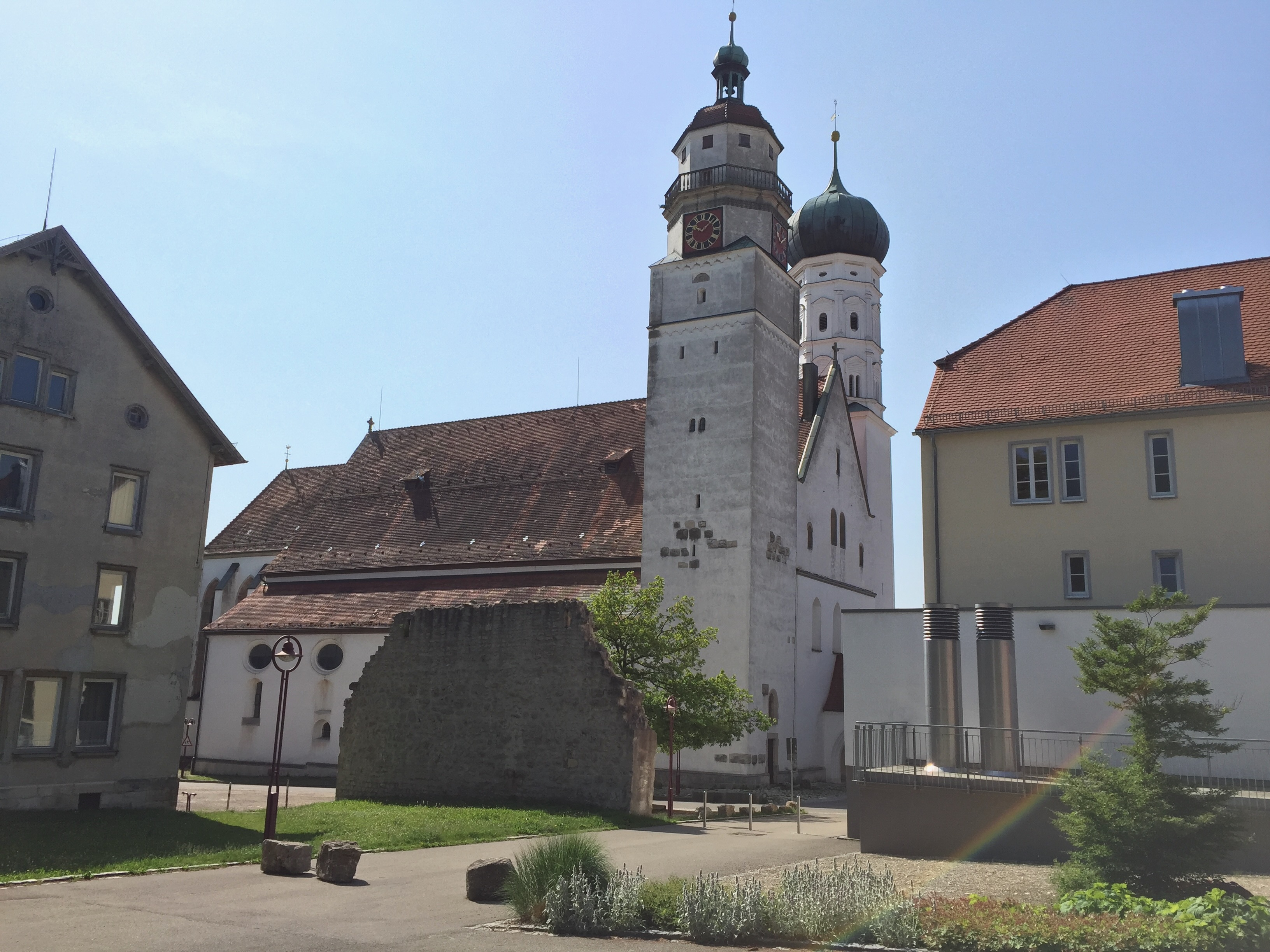
Evangelische Stadtkirche

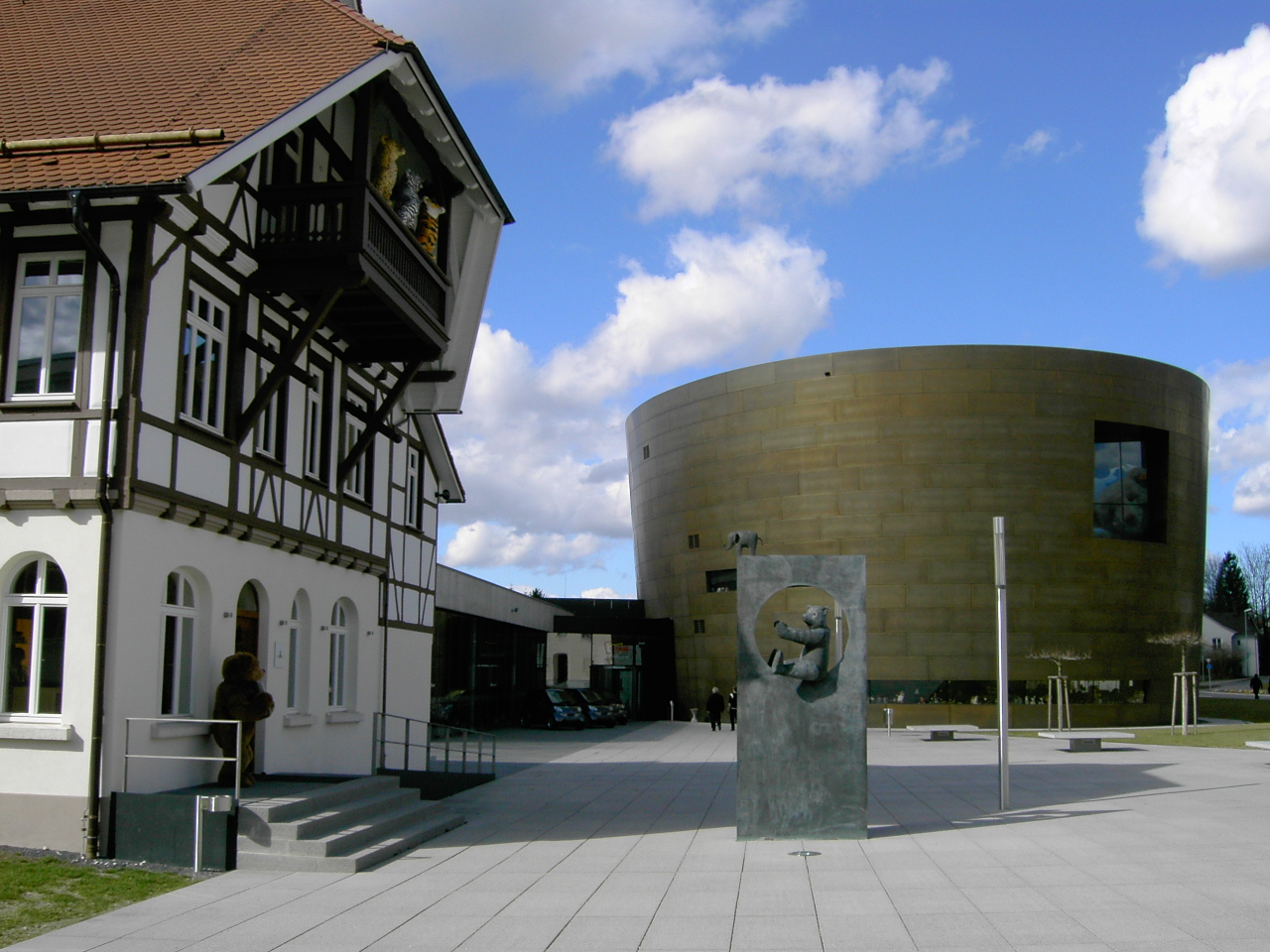
Steiff Museum

Die Evangelische Stadtkirche mit ihren beiden ungleichen Türmen stammt aus der Mitte des 13. Jahrhunderts und wurde um 1400 gotisch erweitert. Die Zerstörungen des Stadtbrands waren 1655 wieder behoben. Die Renovierung von 1906 brachte Jugendstilelemente und eine Orgel der Gebrüder Link in die Kirche. Weitere Bauwerke sind die gotische Spitalkirche zum Heiligen Geist (heute griechisch-orthodoxe Kirche), das Rathaus von 1667/71, das ehemalige Kornhaus aus dem 15. Jahrhundert und Reste der ehemaligen Stadtbefestigung. Die katholische Heilig-Geist-Kirche wurde 1962 erbaut.
Das Fabrikgelände der Spielwarenfabrik Steiff steht unter Denkmalschutz. Die 1903 im sogenannte Stil des Neuen Bauens errichtete Osthalle hat eine der ersten Vorhangfassaden.  
Die Spielwarenfabrik Steiff gilt als Vorreiter der Neuen Sachlichkeit. Das im Juni 2005 neu eröffnete Steiff Museum zeigt die Geschichte des Unternehmens und dessen weltbekannte Produkte.
Sehenswürdigkeiten in den Stadtteilen sind das Stadtmuseum im alten Rathaus des Stadtteils Hürben; die Charlottenhöhle, mit 587 Metern Gesamtlänge eine der längsten Schauhöhlen Süddeutschlands, sowie die Burg Kaltenburg bei Hürben im Lonetal; die Alte Mahlmühle von 1344 und das Schloss im Stadtteil Burgberg. Hinzu kommen die evangelischen Kirchen in Hohenmemmingen (romanisch mit mehreren Veränderungen), Hürben (spätbarocker Bau von Christoph Friedrich Weyhing) und Sachsenhausen (nach Brand neu erbaut 1681). Die katholische Kirche Burgberg wurde 1966 anstelle der 1853 erbauten Kirche erstellt. Die Hohenmemminger katholische Kirche wurde 1958 erbaut.
Im August 2005 wurde bei der Charlottenhöhle in Hürben ein Höhlenhaus eröffnet. Dort wird Zeitgeschichtliches zum Thema Höhlen visuell dargestellt.

### Regelmäßige Veranstaltungen
Jährlich am Dienstag nach Pfingsten findet seit über 300 Jahren das Kinderfest auf dem Schießberg statt, für das im Voraus die Straßen der Stadt mit Fähnchen geschmückt werden und nach frühmorgendlichen Böllerschüssen vom Bruckersberg aus Musikkapellen von allen Ecken der Stadt losziehend die Giengener zu ihrem Fest einladen. Eine besondere Tradition sind auch die sogenannten „Jahrgangsfeiern“. Beginnend mit dem „40er-Fest“ treffen sich die Angehörigen eines „runden“ Jahrgangs jährlich zu Pfingsten am Kinderfest zu meist mehrtägigen Festivitäten. Daneben gibt es jährlich das dreitägige Stadtfest. Zudem richten die zu Giengen gehörenden Gemeinden jährliche Dorffeste aus. Einzig Hohenmemmingen und Sachsenhausen vollziehen diese Dorffeste im Wechsel.
Jährlich wird (außer 2015) eine Musiknacht veranstaltet, in der mehrere Bands an den verschiedensten Orten in der Stadt ihre Musik vorstellten.
Seit 2015 findet in den Sommermonaten „Halb8“ statt. Hierbei treten unterschiedliche Bands umsonst und draußen an mehreren Tagen um 19:30 Uhr (daher „Halb8“) vor dem Rathaus auf.

## Persönlichkeiten

### Ehrenbürger
Die Stadt Giengen an der Brenz hat folgenden Personen das Ehrenbürgerrecht verliehen:
- 1875 Johann Voetsch, Schulmeister (* 1824 in Ostdorf; † 1897 in Ulm)
- 1894 Josef Stöcker, Stadtförster (* 1822 in Bühlertann; † 1895 in Giengen)
- 1902 Christian Baumann, Oberlehrer (* 1830 in Giengen; † 1913 in Giengen)
- 1906 Karl Rau, Stadtbaumeister (* 1830 in Giengen; † 1913 in Giengen)
- 1908 Hans Haehnle, Kommerzienrat, MdR (* 1839 in Giengen; † 1909 in Winnental)
- 1909 August Dieterlen, Professor (* 1847 in Gönningen; † 1923 in Stuttgart)
- 1920 Georg Käumle, Rektor (* 1853 in Gärtringen; † 1936 in Stuttgart)
- 1921 Dr. Paul Wörnle, Oberforstrat (* 1869 in Stuttgart; † 1937 in Stuttgart)
- 1929 Julius Brezger, Stadtschultheiß (* 1861 in Giengen; † 1930 in Göppingen)
- 1930 Lina Hähnle, Gründerin und Vorsitzende des Bundes für Vogelschutz (* 1851 in Sulz a. N.; † 1941 in Giengen)
- 1977 Walter Schmid, Bürgermeister (* 1910; † 1994 in Giengen)
- 1988 Hans Otto Steiff, Fabrikant (* 1919 in Giengen; † 1994 in Giengen)
- 2001 Siegfried Rieg, Oberbürgermeister (* 1936; † 2017 in Schwäbisch Gmünd)

### Söhne und Töchter der Stadt
- Jacob Heerbrand (* 12. August 1521; † 22. Mai 1600 in Tübingen), Professor der Theologie, Kanzler und Propst in Tübingen
- Georg Hitzler (* 18. September 1528; † 22. April 1591 in Tübingen), Professor in Straßburg und Tübingen
- Hans Walch (* um/vor 1550; † Anfang 1593 in Lauingen), Maler
- Bonifacius Stöltzlin (* 7. Juni 1603; † 28. Januar 1677 in Kuchen), lutherischer Theologe und Autor
- Hans Haehnle (* 29. Juli 1838; † 5. Juli 1909 in Winnental), Begründer der Filzfabrik, Landtags- und Reichstagsabgeordneter
- Margarete Steiff (* 24. Juli 1847; † 9. Mai 1909 in Giengen an der Brenz), Begründerin der Spielwarenfabrik Steiff
- Karl Rohm (* 13. Januar 1873; † 27. Januar 1948 in Lorch), Autor und Verleger
- Eugen Hähnle (* 20. Juli 1873; † 2. Februar 1936 in Ulm), Jurist und Mitglied des Deutschen Reichstags
- Richard Steiff (* 7. Februar 1877; † 30. März 1939 in Jackson, Michigan), Erfinder und Geschäftsmann
- Hermann Hähnle (* 5. Juni 1879; † 25. Oktober 1965 in Göppingen), Erfinder, Naturfilmer und Naturschützer
- Karl Hähnle (* 10. April 1888; † 24. März 1918 in Étricourt), klassischer Archäologe
- Max von Zabern (* 3. Juni 1903; † 12. Juni 1991 in Mannheim), Landrat und Bankier
- Adolf Schmid (* 1. Januar 1905; † 2. April 1979 in Baden-Baden), Politiker (NSDAP), Reichstagsabgeordneter
- Karl Gerold (* 29. August 1906; † 28. Februar 1973 in Frankfurt am Main), Journalist, Mitherausgeber der Frankfurter Rundschau
- Erich Ehrlinger (* 14. Oktober 1910; † 31. Juli 2004 in Karlsruhe), Massenmörder, SS-Brigadeführer und Befehlshaber der Sicherheitspolizei Russland-Mitte
- Siegfried Haas (* 8. Juni 1921; † 8. April 2011 in Rottweil), Künstler
- Ruth Baumann-Bantel (* 13. Mai 1925; † 17. Dezember 1994 in Heilbronn), Textilkünstlerin und Malerin
- Günther Mack (* 27. Februar 1927; † 2. April 2018 in Tübingen), Physiker und Hochschullehrer
- Jochen Kaltschmid (* 17. April 1933; † 6. März 2018), Pädagoge
- Gerhard Steiff (* 1. Mai 1937; † 22. Oktober 2011 in Tübingen), Kirchenmusiker, Chorleiter, Dirigent, Theologe und Komponist
- Ursula Späth (* 9. November 1937; † 7. Juni 2022), Witwe von Lothar Späth, Schirmherrin des Landesverbandes „Aktion Multiple Sklerose Erkrankter“ (AMSEL)
- Hermann Sautter (* 4. Januar 1938), Volkswirtschaftler
- Friedrich Bay (* 15. April 1940 in Hürben; † 2. April 2023), Biologe und Hochschullehrer
- Jörg Knoblauch (* 31. August 1949; † 7. Februar 2025), Unternehmer
- Dieter Renner (* 18. Dezember 1949; † 28. Mai 1998 in Ruit auf den Fildern), Fußballspieler und -trainer
- Wolfgang Niess (* 18. August 1952), Historiker
- Hans-Peter Engels (* 1966), Koch
- Jochen Klein (* 1967; † 28. Juli 1997 in München), Künstler
- Holger Sanwald (* 18. Mai 1967), Fußballspieler und -funktionär
- Georg Meck (* 30. Mai 1967), Wirtschaftsjournalist und Buchautor
- Andreas Kücha (* 1968), Speläologe
- Wassilios Baros (* 27. November 1969) Universitätsprofessor, Universität Salzburg
- Frank Zeller (* 23. April 1969 in Burgberg), Schachspieler, -autor und -trainer
- Dieter Gring (* 1970), Schauspieler, Synchronsprecher und Hörspielsprecher, Autor und Regisseur
- Franz Garlik, Musiker und Schauspieler
- Bernd Maier (* 30. November 1974), Fußballspieler
- Dieter Henle (* 27. Februar 1975), Politiker (parteilos), Oberbürgermeister von Giengen an der Brenz
- Matthias Brender (* 15. Mai 1979), Journalist und Geschäftsführer von Bibel TV
- Peter Schlosser (* 11. Juli 1982), E-Sportler
- Christian Schnalzger (* 1984), Fotograf und Fachautor
- Christian Fetzer (* 11. Januar 1984), Ringer